# Lewis Township (Northumberland County, Pennsylvania)
Lewis Township ist eine Township im Northumberland County und eine von drei Townships mit diesem Namen in Pennsylvania, Vereinigte Staaten.  Das U.S. Census Bureau hat bei der Volkszählung 2020 eine Einwohnerzahl von 1.944 ermittelt.

## Geographie

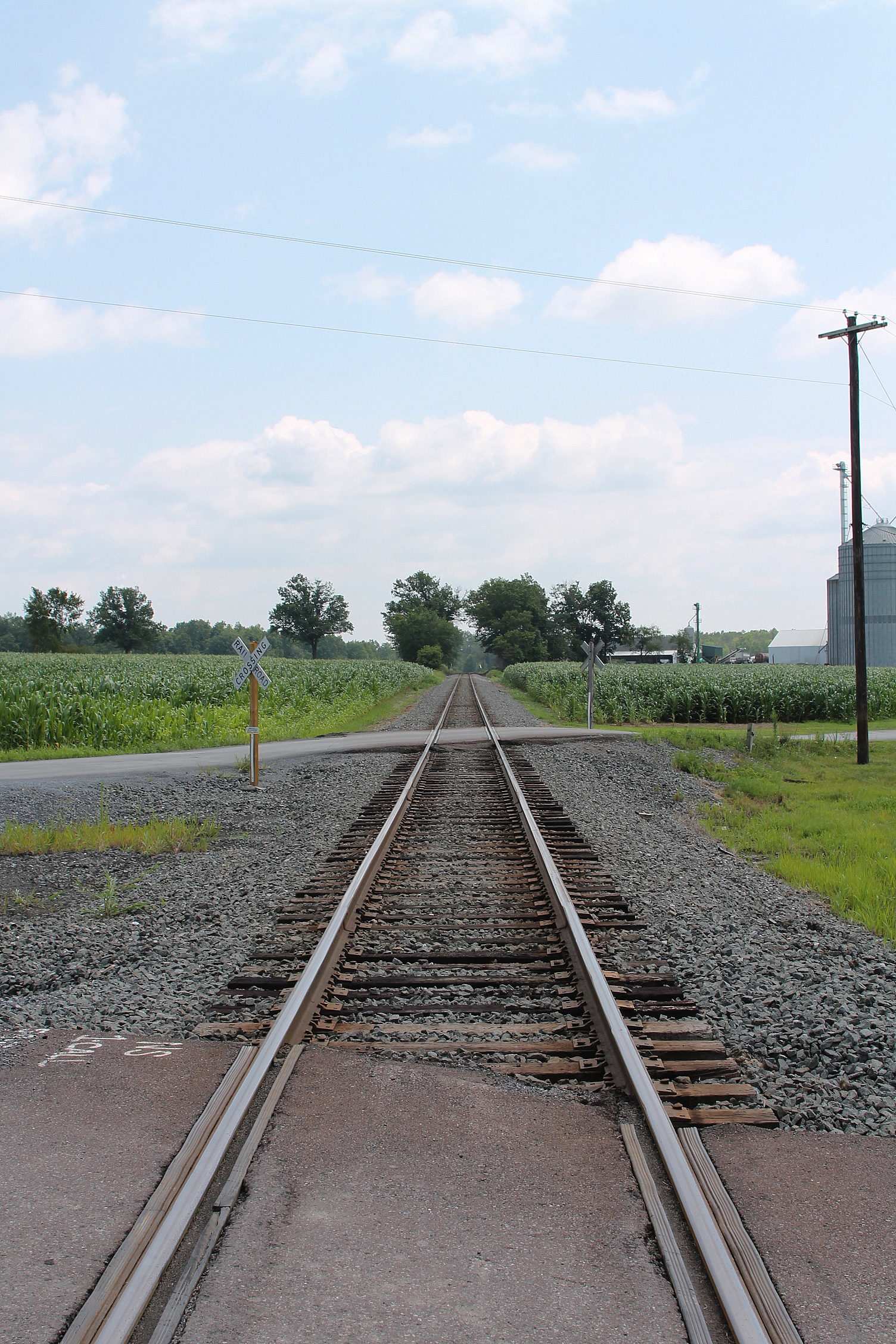
Bahnstrecke südöstlich von Turbotville

Die Lewis Township liegt in der nordöstlichen Ecke des Northumberland Countys. Sie umschließt den Borough of Turbotville, der im Zentrum der Township liegt. Etwa das nördliche Drittel der Township liegt in den Muncy Hills, die auch die natürliche südliche Grenze des Lycoming County zum Northumberland County und dem östlich benachbarten Montour County markieren. Nach den Angaben des United States Census Bureaus hat die Township eine Gesamtfläche von 68,3 km², die vollständig aus Land bestehen.
Die administrativen Nachbarn der Township sind im Norden die Muncy Creek Township im Lycoming County, im Osten im Montour County die Anthony Township und die Limestone Township, im Süden die Turbot Township und im Westen die Delaware Township, beide im Northumberland County.
Die Township liegt vollständig im Einzugsgebiet des West Branch Susquehanna River. Entwässert sie vor allem durch den Warrior Run, der an der westlichen County Grenze von Norden nach Süden fließt, bis er bei der Warrior Run nach Südwesten biegt und endgültig die Township verlässt sowie durch den Beaver Run, der die Township nach Osten verlässt und über den County Line Branch in den Chillisquaque Creek gelangt. Kleine Gebiete ganz im Süden der Township werden durch den Muddy Run entwässert, während das Oberflächenwasser in einzelnen Tälern der Muncy Hills dem West Branch Susquehanna River über den Glade Run zugeführt wird.
Der Norden der Lewis Township ist weitgehend bewaldet und dünn besiedelt, es gibt hier nur einzelne Gehöfte. Five Points liegt nördlich von Turbotville. Im Süden der Township herrscht die Landwirtschaft vor. Die Pennsylvania Route 44 führt in nordwestlicher Richtung nach Turbotille, wo sie sich mit der Pennsylvania Route 54 verbindet und mit dieser bis ins Anthony County gemeinsam ostwärts führt. Direkt außerhalb der westlichen Grenze der Township verläuft in Nordsüdrichtung die Interstate 180.

## Geschichte
Das Hower-Slote House wurde 1979 in das National Register of Historic Places aufgenommen.

## Demographie
Zum Zeitpunkt des United States Census 2000 bewohnten Lewis Township 1862 Personen. Die Bevölkerungsdichte betrug 27,3 Personen pro km². Es gab 663 Wohneinheiten, durchschnittlich 9,7 pro km². Die Bevölkerung in Lewis Township bestand zu 99,36 % aus Weißen, 0,16 % Schwarzen oder African American, 0,05 % Native American, 0,16 % Asian, 0 % Pacific Islander, 0,05 % gaben an, anderen Rassen anzugehören und 0,21 % nannten zwei oder mehr Rassen. 0,21 % der Bevölkerung erklärten, Hispanos oder Latinos jeglicher Rasse zu sein.
Die Bewohner Lewis Townships verteilten sich auf 636 Haushalte, von denen in 36,5 % Kinder unter 18 Jahren lebten. 79,1 % der Haushalte stellten Verheiratete, 3,6 % hatten einen weiblichen Haushaltsvorstand ohne Ehemann und 13,4 % bildeten keine Familien. 11,6 % der Haushalte bestanden aus Einzelpersonen und in 6,0 % aller Haushalte lebte jemand im Alter von 65 Jahren oder mehr alleine. Die durchschnittliche Haushaltsgröße betrug 2,89 und die durchschnittliche Familiengröße 3,11 Personen.
Die Bevölkerung verteilte sich auf 25,7 % Minderjährige, 7,9 % 18–24-Jährige, 26,0 % 25–44-Jährige, 28,3 % 45–64-Jährige und 12,0 % im Alter von 65 Jahren oder mehr. Der Median des Alters betrug 39 Jahre. Auf jeweils 100 Frauen entfielen 103,9 Männer. Bei den über 18-Jährigen entfielen auf 100 Frauen 101,0 Männer.
Das mittlere Haushaltseinkommen in Lewis Township betrug 41.406 US-Dollar und das mittlere Familieneinkommen erreichte die Höhe von 44.922 US-Dollar. Das Durchschnittseinkommen der Männer betrug 32.101 US-Dollar, gegenüber 21.767 US-Dollar bei den Frauen. Das Pro-Kopf-Einkommen belief sich auf 16.876 US-Dollar. 7,6 % der Bevölkerung und 3,9 % der Familien hatten ein Einkommen unterhalb der Armutsgrenze, davon waren 14,4 % der Minderjährigen und 5,6 % der Altersgruppe 65 Jahre und mehr betroffen.